# Hankasalmi
Hankasalmi är en kommun i landskapet Mellersta Finland, i det historiska landskapet Savolax. Grannkommuner är Toivakka i sydväst, Laukas i väster, Konnevesi i norr, Rautalampi i nordost, Pieksämäki i öster och Kangasniemi i söder. Kommunen har 4 683 invånare och är enspråkigt finskt. Hankasalmi ingår i Jyväskylä ekonomiska region.

## Historia
Hankasalmi kommun grundades 1872.

### Församlingen
Den första kyrkan byggdes 1799, underställd som ett predikohus i Rautalampi socken. 1802 blev Hankasalmi en kapellförsamling. Den andra kyrkan byggdes 1838 av Erik Jakobsson Leppänen. Församlingen fick sin självständighet 1860. Den nuvarande kyrkan, som är den tredje i ordningen, byggdes 1889 — 1892 och ritades av arkitekten Josef Stenbäck .

## Styre och politik

### Mandatfördelning i Hankasalmi kommun, valen 1976–2021
| 6 | 4 |  | 13 |  | 2 |

| 5 | 5 |  | 13 |  | 2 |

| 5 | 4 |  | 12 | 2 | 3 |

| 4 | 4 |  | 14 |  | 3 |

| 4 | 5 |  | 14 | 3 |

| 4 | 4 | 4 | 14 |  |

| 5 | 4 | 2 | 15 |  |

| 5 | 6 | 13 |  | 2 |

| 16 | 11 |

| 4 | 6 |  | 12 | 2 | 2 |

| 19 | 8 |

| 3 | 5 | 4 | 13 |  |  |

| 16 | 11 |

| 4 | 4 |  | 3 | 13 |  |  |

| 14 | 13 |

| 2 | 3 | 1 | 5 | 11 | 1 |

| 10 | 13 |

### Vänorter
Hankasalmi har tre vänorter.
- Mjölby, Sverige
- Karmøy, Norge
- Häädemeeste, Estland

Dessutom har man inlett regelbundet samarbete med Hohenhameln i Tyskland.

## Demografi

### Befolkningsutveckling
| Befolkningsutvecklingen i Hankasalmi kommun 1975–2020                                                        | Befolkningsutvecklingen i Hankasalmi kommun 1975–2020 | Befolkningsutvecklingen i Hankasalmi kommun 1975–2020 | Befolkningsutvecklingen i Hankasalmi kommun 1975–2020 | Befolkningsutvecklingen i Hankasalmi kommun 1975–2020 |
| --- | ----------------------------------------------------- | ----------------------------------------------------- | ----------------------------------------------------- | ----------------------------------------------------- |
| |                                                       |                                                       |                                                       |                                                       |
| År |                                                       |                                                       | Folkmängd                                             |                                                       |
| 1975 | 1975                                                  |                                                       | 6 632                                                 |                                                       |
| 1980 | 1980                                                  |                                                       | 6 144                                                 |                                                       |
| 1985 | 1985                                                  |                                                       | 6 109                                                 |                                                       |
| 1990 | 1990                                                  |                                                       | 6 070                                                 |                                                       |
| 1995 | 1995                                                  |                                                       | 5 991                                                 |                                                       |
| 2000 | 2000                                                  |                                                       | 5 745                                                 |                                                       |
| 2005 | 2005                                                  |                                                       | 5 588                                                 |                                                       |
| 2010 | 2010                                                  |                                                       | 5 542                                                 |                                                       |
| 2015 | 2015                                                  |                                                       | 5 240                                                 |                                                       |
| 2020 | 2020                                                  |                                                       | 4 782                                                 |                                                       |
| Anm: Uppgifterna avser förhållandena den 31 december nämnda år enligt områdesindelningen den 1 januari 2022. |                                                       |                                                       |                                                       |                                                       |

### Språk
Befolkningen efter språk (modersmål) den 31 december 2022. Finska, svenska och samiska räknas som inhemska språk då de har officiell status i landet. Resten av språken räknas som främmande. För språk med färre än 10 talare är siffran dold av Statistikcentralen på grund av sekretesskäl.
| Språk                        | Talare 2022-12-31 | Talare 2022-12-31 |
| Språk                        | Antal             | Andel (%)         |
| ---------------------------- | ----------------- | ----------------- |
| Hela befolkningen            | 4 601             | 100,0             |
| Inhemska språk totalt        | 4 525             | 98,3              |
| Finska                       | 4 514             | 98,1              |
| Svenska                      | 11                | 0,2               |
| Främmande språk totalt       | 76                | 1,7               |
| Thailändska                  | 11                | 0,2               |
| Ryska                        | 11                | 0,2               |
| Lettiska                     | 10                | 0,2               |
| Språk med färre än 10 talare | 44                | 1,0               |

|  | Finska (98,1 %) |

|  | Svenska (0,2 %) |

|  | Främmande språk (1,7 %) |

|  | Finska (98,1 %) |

|  | Svenska (0,2 %) |

|  | Främmande språk (1,7 %) |

## Kommunens kännetecken

### Kommunvapnet
Ahti Hammar ritade vapnet år 1957.

### Eget träd och djur
Hankasalmis eget träd är gran. Fauna som kännetecknar kommunen är gös och blå jungfruslända.